# Partia Prosperującej Sprawiedliwości
Partia Demokratyczna (indonez. Partai Keadilan Sejahtera) – indonezyjska partia polityczna o profilu konserwatywno-religijnym. Partia jest prawną następczynią powstałej w 1998 roku Partii Sprawiedliwości. 
W wyborach do Ludowej Izby Reprezentantów z 2014 roku partia uzyskała 6,79% ważnie oddanych głosów, zdobywając w ten sposób 40 mandatów. W kolejnych wyborach w 2019 roku ugrupowanie zdobyło 8,21% oddanych głosów (uzyskując w ten sposób 50 mandatów).

## Poparcie w wyborach
| Wybory | Poparcie | Zmiana punktów procentowych | Mandaty | Zmiana |
| ------ | -------- | --------------------------- | ------- | ------ |
| 1999   | 1,36%    | –                           | 7       | –      |
| 2004   | 7,34%    | 5,98                        | 45      | 38     |
| 2009   | 7,88%    | 0,54                        | 57      | 12     |
| 2014   | 6,79%    | 1,09                        | 40      | 17     |
| 2019   | 8,21%    | 1,42                        | 50      | 10     |